# جيل جونستون
جيل جونستون (بالإنجليزية: Jill Johnston)‏ هي صحفية وكاتِبة ومؤرخة أمريكية، ولدت في 17 مايو 1929 في لندن في المملكة المتحدة، وتوفيت في 18 سبتمبر 2010 في الولايات المتحدة بسبب سكتة.

## وصلات خارجية
- الموقع الرسمي